# 布德普拉
布德普拉（Budhpura），是印度拉贾斯坦邦Bundi县的一个城镇。总人口4387（2001年）。

## 人口
该地2001年总人口4387人，其中男性2359人，女性2028人；0—6岁人口858人，其中男463人，女395人；识字率24.94%，其中男性为35.01%，女性为13.21%。